# Glenea biannulata
Glenea biannulata là một loài bọ cánh cứng trong họ Cerambycidae.